# HTC HD2
HTC HD2 (conosciuto anche come HTC T8585, HTC T9193 e HTC Leo) è un PocketPC prodotto da HTC, commercializzato in Europa a partire dal Novembre 2009, in Asia (Hong Kong) da Dicembre dello stesso anno e in Nord America da Marzo 2010 attraverso l'operatore T-Mobile.

## Specifiche tecniche
Modulo Telefonico: HSDPA 7,2Mbps / HSUPA 5,76Mbps - EDGE/GPRS 850/900/1800/1900 MHz - UMTS 900/1900/2100 MHz
Processore: Qualcomm Snapdragon QSD8250 @1 GHz (downclockato di default @768Mhz)
Memoria ROM: 512MB (versione europea), 1GB (versione USA della T-mobile)
Memoria RAM: 448MB (versione europea), 576MB (versione USA della T-mobile o europea dopo il flash del firmware radio USA)
Memoria Esterna: microSD/microSDHC (fino a 32GB - Sul forum XDA alcuni utenti hanno condotto con successo test con moduli da 64GB)
Display: Display TFT (4.3”, 480x800 pixel) Touch Screen Capacitivo con riconoscimento fino a 2 dita.
GPS: A-GPS
Connettività: Bluetooth v2.1 / USB 2.0 / Wi-Fi
Camera: 5 Megapixel CMOS / Auto-Focus / Dual Power LED
Radio: FM radio (87.5-108 MHz) con RDS
Sensori: Accelerometro, Sensore di prossimità, Sensore di luce ambientale, Bussola digitale
Dimensioni fisiche e massa: 120x67x11mm - 157 g
Batteria: 1230mAh a ioni di litio.
Altro: interfaccia utente HTC Sense con schermate: Home, persone, messaggi, mail, Internet, calendario, azioni, foto e video, musica, previsioni del tempo, Footprints, Twitter, Impostazioni

## Storia
HTC HD2 è il primo telefono con Windows Mobile ad usare uno schermo multi-touch capacitivo e l'interfaccia utente HTC Sense ed è il secondo smartphone al mondo ad equipaggiare un SoC Qualcomm Snapdragon @1 GHz di frequenza di clock. HTC vende separatamente al telefono cellulare una penna per schermi capacitivi per agevolare l'utilizzo del terminale, anche se alcune applicazioni integrate in Windows Mobile sono sviluppate per esser utilizzate con una penna stilo per schermi resistivi piuttosto che con le dita.
Ciò che rese questo dispositivo, uno degli smartphone più noti e apprezzati nel mondo della tecnologia mobile, fu la possibilità di installare svariati sistemi operativi, progettati originariamente per scopi molto differenti tra loro.
Oggi, oltre ad essere considerato come uno dei terminali per modding più longevi che sia mai stato realizzato, vanta una community di sviluppatori che ancora lavora quotidianamente su questo smartphone.
La versatilità di HD2 deve il merito a Cotulla, un famoso hacker, che per primo codificò un bootloader ( MAGLDR )  in grado di eseguire sistemi operativi alternativi a Windows Mobile 6.5 Professional (installato di default nel dispositivo). Nel novembre 2012 (a distanza di 3 anni dalla commercializzazione di HTC HD2), dimostra ancora una volta che è possibile installare persino Windows Phone 8, violando tutti i limiti che la stessa Microsoft annunciò come invalicabili per dispositivi non progettati allo scopo di eseguire tale sistema operativo, perfino Android 4.4 KitKat.

## Modding
HTC HD2 nasce con Windows Mobile 6.5 Professional preinstallato nella memoria NAND flash di sistema. Gli sviluppatori si interessano subito per portare su questo potente smartphone i sistemi operativi più all'avanguardia. E così nasce il primo progetto per consentire il porting del sistema operativo Android su HD2.
Inizialmente l'esecuzione avviene tramite il bootloader HARET  (eseguibile lanciato da Windows Mobile) che carica il sistema Android dalla scheda di memoria. Questo approccio, funzionante in tutte le sue parti, dimostra però deficit di performance, dovuti principalmente al fatto che il sistema operativo risiede in un file sulla MicroSD partizionata a tale scopo.
Di conseguenza si studia un sistema alternativo, che consenta di installare Android nella memoria NAND, godendo quindi delle piene capacità hardware del dispositivo.
Si sviluppa, quindi, il bootloader MAGLDR, frutto del lavoro portato avanti dal gruppo di hacker Dark Force Team (DTF), del quale Cotulla è stato leader. Grazie a questo bootloader è possibile eseguire Android dalla memoria interna del dispositivo, superando quei deficit riscontrati nella versione su MicroSD.  MAGLDR consente, inoltre, l'esecuzione di Windows Phone 7 (oltre che Windows Mobile 6.5), sempre installato su NAND.
Nel frattempo, un altro sviluppatore sotto lo pseudonimo di Cedesmith, crea un secondo bootloader denominato cLK (cedesmith's Little Kernel) concesso in licenza open source, a differenza di MAGLDR che è concesso con una licenza proprietaria. Quest'ultima caratteristica porta poi al successivo sviluppo di alcune derivate dello stesso progetto, lasciando tuttavia invariato il nome del bootloader. cLK consente un'esperienza con Android più "nativa", ma non include il supporto per Windows Phone.
Con il progresso del sistema operativo mobile di Google, la memoria richiesta dalle nuove versioni è sempre maggiore e la limitata disponibilità della NAND di HTC HD2 si fa sentire sempre più.
Esordisce, così, il progetto NativeSD ad opera di Securecrt e Xylograph, che riporta Android sulla scheda MicroSD, garantendo comunque la compatibilità con entrambi i bootloader. A differenza delle prime versioni di Android che sfruttavano Haret, questa volta il sistema è installato in una partizione EXT3/4 che, grazie all'uso di schede di classe 6 o 10, riesce ad eguagliare (se non a superare) le prestazioni dei precedenti metodi.
Un'altra valida alternativa per recuperare spazio in memoria è il sistema DATAOnExt che sposta la partizione DATA di Android sulla partizione EXT della MicroSD, lasciando le restanti partizioni di sistema sulla NAND che dovrebbe, in teoria, garantire performance migliori.

## Porting
Questo è un elenco (non esaustivo) dei sistemi operativi che sono stati eseguiti su HTC HD2:
1. Windows Phone 7 (tutte le revisioni)
2. Windows Phone 8 (funzionalità parziale)
3. Windows 8 RT (non ancora reso al pubblico)
4. Windows 95
5. Windows 98
6. Windows 2000 (funzionalità sconosciute)
7. Android Froyo
8. Android Gingerbread
9. Android Ice Cream Sandwich
10. Android Jelly Bean
11. Android KitKat
12. Android Lollipop (http://forum.xda-developers.com/hd2-android/nand-dev/dec-31-2014-kernel-3-0-101-t2989283)
13. Android Marshmallow (http://forum.xda-developers.com/hd2-android/nand-dev/nov-17-2015-kernel-3-0-101-t3251438)
14. Android Nougat (https://web.archive.org/web/20160919134635/http://www.xda-developers.com/xda-external-link/cyanogenmod-14-based-on-android-7-0-booting-on-the-htc-hd2/)
15. Linux Ubuntu
16. Linux Debian
17. Linux Slackware
18. Linux Backtrack 5
19. Linux Kubuntu
20. Linux Fedora (funzionalità sconosciute)
21. Meego (funzionalità sconosciute)
22. Tizen (funzionalità sconosciute)
23. Firefox OS (funzionalità parziali)